# Region Ahafo
Region Ahafo – jeden z szesnastu regionów Ghany, wydzielony w 2018 roku z Regionu Brong-Ahafo. Według spisu z 2021 roku liczy 564,5 tys. mieszkańców i jest najsłabiej zaludnionym regionem w kraju. Stolicą regionu jest Goaso, a największym miastem Mim.

## Podział administracyjny
W jego skład wchodzi 6 dystryktów:
- Okręg miejski Asunafo North
- Dystrykt Asunafo South
- Okręg miejski Tano South
- Okręg miejski Tano North
- Dystrykt Asutifi South
- Dystrykt Asutifi North